# Svenska Typografförbundet
Svenska typografförbundet var ett fackförbund som växte fram ur Sveriges första fackförening, Stockholms typografiska förening som bildades 1846. Svenska typografförbundet var verksam mellan åren 1886 och 1973, när det uppgick i Grafiska Fackförbundet.

## Historia

### Bakgrund
Intresset för ett typografförbund uppstod i samband med industrialismens framväxt i Sverige. I och med att jordbruket effektiviserades behövdes inte lika många människor inom jordbruket längre. Många svenskar övergav sina arbeten som bönder, valde att flytta in till städerna och att arbeta inom industrin istället. Under andra halvan av 1800-talet började arbetsförhållandena på fabrikerna ifrågasättas av arbetarna. Arbetarna ansåg bland annat att lönerna var dåliga, att arbetsdagen var för lång och att arbetet var riskabelt. För att förmå arbetsgivarna att möta arbetarnas krav på bättre arbetsförhållanden, gick arbetarna samman och organiserade sig samt genomförde även strejker, exempelvis Den stora Stockholmsstrejken 1881. Det var även under denna period som tankar kring att organisera sig genom fackförbund väcktes.

### Äldre typograforganisationer i Sverige
De flesta typografer var läs- och skrivkunniga, vilket var väsentliga förutsättningar för att bilda fackliga organisationer. Därmed blev typograferna en av de första yrkesgrupperna som bildade fackliga organisationer. År 1752 ändrades boktryckeriverksamheten i Sverige till följd av en kunglig förordning. I samband med detta sammanslöt sig boktryckarägarna i en "boktryckerisocietet". Liknande sammanslutning hade funnits tidigare där även yrkesgruppen konstförvanterna var med. År 1754 bildade dock konstförvanterna en egen förening som hette Boktryckerie-Konstförvanternas Sjuk-, Begrafningshjelps -och Understödskassa. År 1841 bildades ytterligare en understödskassa som kom att kallas Gutenbergska. Gutenbergska bildades på initiativ av Stockholms typografer i samband med 400-årsminnet av boktryckarkonstens uppfinning. År 1846 bildades Typografiska föreningen i Stockholm. Fackliga frågor hade inte tidigare diskuterats på mötena men år 1858 tog en boktryckare upp förslag om lönenedsättning på agendan. Föreningen valde däremot att inte förhandla eller organisera en strejk i frågan vilket krävs för att räknas som fackförbund. År 1872 blev den Typografiska föreningen i Stockholm ett fackförbund i samband med att de gav ett förslag till lönetariff till Boktryckerisocieteten.

### Grundandet
Innan grundandet av det Svenska typografförbundet hade lokala organisationer bildats, som exempelvis i Stockholm (1846), Norrköping (1882), Jönköping (1883) samt Malmö (1883). Rikets typografförbund, det vill säga Svenska typografförbundet påbörjade sin verksamhet år 1883 då de Svenska typografernas första möte hölls. Vid denna tid fanns det 1247 sättare och 573 sättarlärlingar i landet. Det dröjde till den 7 juli 1886 innan ytterligare ett möte hölls då representanterna från olika typografiska föreningar och klubbar sammanslöts. På detta möte skedde en omröstning om att en nationell sammanslutning var nödvändig. Förslaget antogs och det Svenska typografförbundet kunde fastställas som namn. Mötet behandlade även följande punkter; lärlingsfrågan, de hygeniska förhållandena på arbetsplatserna, kvinnornas rätt till yrket, arbetstidsfrågor, betyg, illojal konkurrens från småtryckerier, hjälpkassornas existensberättigande, kraven på en tidsenlig beräkningstariff, lönefrågan i övrigt samt arbetstillgången i yrket.

### Inbjudningskort till Typografiska föreningens bildande den 22 maj 1846
| ” | De Hrr Boktryckeri-Faktorer och Konstförvandter, som tecknat sig för bildandet af ett Typographiskt Sällskap, behagade sammanträda Söndagen den 24 Maj, kl. Fem (5) eft , uti huset N:o 2, hörnet af Köpmans- och Skärgårdsgatorne, ingången från Skärgårdsgatan, 1 tr. upp för att inhemta innehållet, såväl af Förslaget till Sällskapets Stadgar, som Skriften till Boktryckeri-Societeten, angående det blifvande bibliotheket; välja Styrelse, samt få underrättelse då de månadtliga afgifterne (från April till Oktober) skola inbetalas. Stockholm den 22 Maj 1846. C. F. Lindahl. H. W. Lindström J. O. G. Bonnivier J. P. Thorssell. | „ |

## Struktur och verksamhet

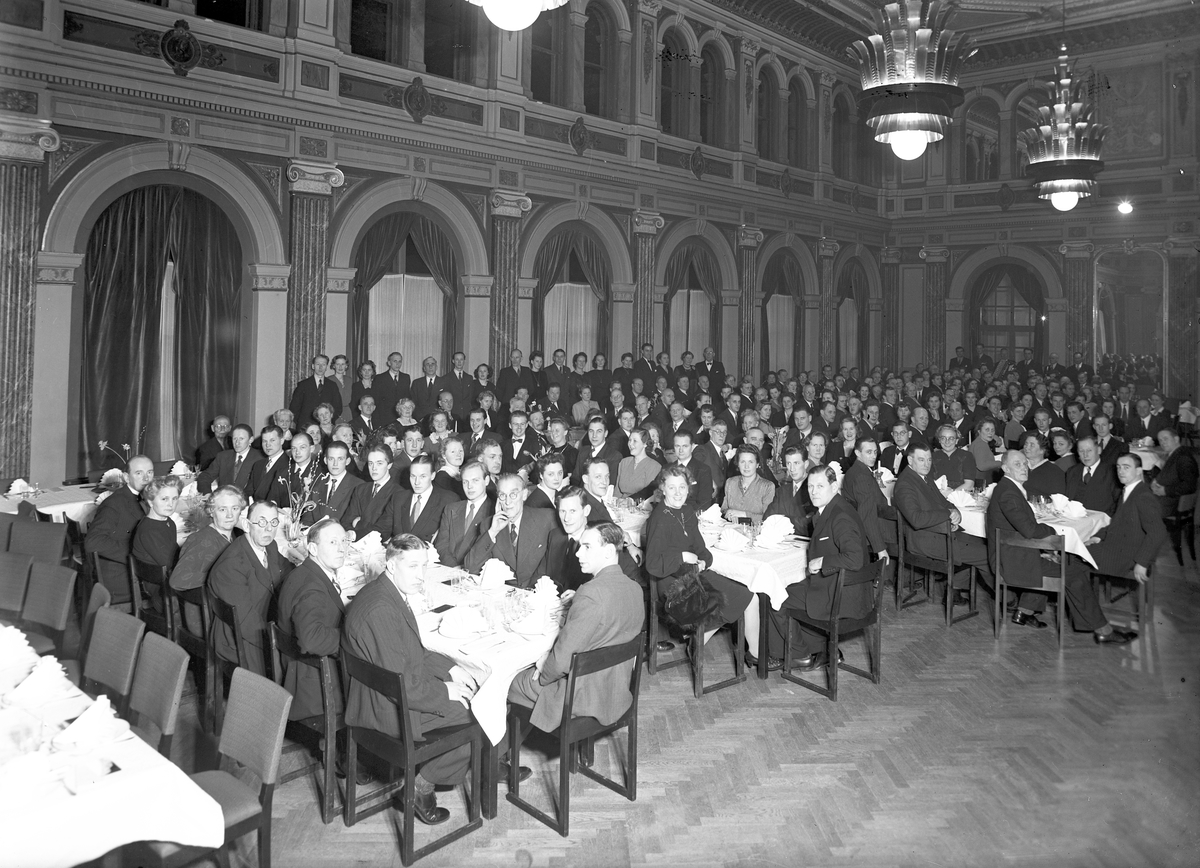
Typografförbundets 60-årsjubileum på stadshuset i Gävle. 16 februari 1946.

Svenska typografförbundet var uppdelat i olika avdelningar, med en avdelning placerad i varje betydande tryckort i Sverige. Avdelningarnas uppgifter var bland annat att bedriva agitations- och organisationsarbete samt stödja medlemmar inom frågor som rörde arbetsvillkor. I de större avdelningarna utfördes dessa arbetsuppgifter av så kallade personalklubbar och yrkesklubbar. Inom personalklubbarna behandlades till exempel arbetsplatsproblem och inom yrkesklubbarna behandlades till exempel ärenden angående ett specifikt intresse för en yrkesgrupp. Yrkesklubbarna har haft en viktig roll för nominering av ledamöter till avdelningarnas styrelse samt kongressombud. Yrkesklubbarna uppstod vid sekelskiftet i Stockholm, växte och spred sig i landet. De flesta ärenden behandlades dock främst av styrelsen, som inom förbundet hade den verkställande makten.Under åren 1886 och 1920 valdes styrelsen av medlemmarna. Mötena var öppna för alla medlemmar som dessutom hade rätt att prata, komma med förslag och rösta.
Under åren 1893-1961 drev förbundet en egen anställningsbyrå. Syftet var att förenkla möjligheten att byta arbete inom yrket samt att undvika de arbetsgivare som betalade för låg lön. Svenska typografförbundet har också bidragit med ekonomiskt stöd till medlemmar som drabbats av bland annat arbetslöshet och sjukdom.
| År   | Avdelningar | Medlemmar |
| ---- | ----------- | --------- |
| 1887 | 17          | 457       |
| 1896 | 56          | 2166      |
| 1906 | 81          | 5241      |
| 1916 | 85          | 5282      |
| 1926 | 98          | 7730      |
| 1936 | 105         | 10 334    |
| 1946 | 108         | 13 314    |
| 1956 | 108         | 16 498    |
| 1961 | 105         | 17 238    |

| År         | Per vecka i kr |
| ---------- | -------------- |
| 1901-1919  | 0,04           |
| 1920-1924  | 0,10           |
| 1925-1929  | 0,20           |
| 1930-1936* | 0,70           |
| 1937-1944  | 1,20           |
| 1945-1948  | 2,25           |
| 1949-1952  | 2,75           |
| 1953-1961  | 3,50           |

### Typografiska kvinnoklubben
Under ett sammanträde för den Typografiska föreningen i Stockholm den 7 mars 1874 kom ett förslag om att kvinnor skulle få bli medlemmar i föreningen. Förslaget avslogs och samma utgång fick ett nytt förslag 2 februari 1884. När Svenska typografförbundet bildades ändrades inställningen till att kvinnor inte fick vara medlemmar. De första kvinnorna blev medlemmar i Typografiska föreningen i Stockholm den 3 mars 1888. Den 7 april samma år deltog fyra kvinnor i ett sammanträde. Ordförande beskrev situationen följande: "det var första gången sedan föreningens stiftande som fruntimmer inträdde som aktiva medlemmar". I mars 1904 togs ett initiativ av tre kvinnor att sända ut ett cirkulär, där man påpekade nödvändigheten av att kvinnor inom typografyrket deltar i organisationsarbetet. Detta ledde till ett sammanträde den 19 mars där alla kvinnor inom yrket uppmuntrades att delta. Det var i samband med detta möte som den Typografiska kvinnoklubben bildades. Till en början krävdes en inträdesavgift på 25 öre och en månadsavgift på 10 öre för medlemskap i typografiska kvinnoklubben. Denna avgift slopades 1908 eftersom det ansågs omoraliskt att ta ut utgifter både till förbundet och klubben. Bortsett från under sommarledigheten, hölls sammanträden den tredje helgfria lördagen varje månad. Under åren som aktiv klubb, fokuserade den typografiska kvinnoklubben på att jämna ut klyftorna inom typografyrket. Dessutom drev de frågor som exempelvis den moderna kvinnorörelsen, fackföreningsrörelsen, kvinnans ställning inom yrket, Typografiska kvinnoklubbens mål och verksamhet, kvinnans politiska rösträtt, slaveriets uppkomst och orättmätiga samt rättmätiga lönekrav i kvinnors frigörelsekamp.

### Svensk typograftidning
Nordisk typograftidning var den första Svenska typograftidningen och den tillkom på initiativ av en enskild individ den 1 april 1883. Till en början skötte han tidningen själv men 16 juni samma år övertogs ansvaret av Stockholms typografiska förening. År 1887 bytte tidningen namn till Svensk typograftidning i samband med att Svenska typografförbunet tog över ansvaret. Tidningen utgavs en gång i månaden och kostade 4 kronor per år. År 1960 upphörde Svenska typograftidningen att ges ut och ersattes av Grafisk revy som utgavs tillsammans med Svenska bokbindareförbundet.

#### Fulltext
Tidskriften har digitaliserats genom projektet Digitalisering av det svenska trycket och årgångarna 1888-1905 är fritt tillgängliga online.
- Kungl. Biblioteket: Svenska dagstidningar: Svensk Typograftidning.

### Förbundets deltagande i storstrejken 1909
Fackförbundens framväxt och kamp för bättre löner orsakade att arbetsgivarna sammanslöt sig och bildade Svenska arbetsgivarföreningen (SAF). SAF:s hot att sänka löner gav upphov till en reaktion från fackförbundens sida, som till slut utmynnade i en strejk år 1909. Som svar på strejken förbjöd arbetsgivarna 80 000 personer att arbeta från den 2 augusti 1909. Detta kom att bli orsaken till att Landsorganisationen (LO) valde att utföra en storstrejk 1909. Storstrejken exkluderade dock arbetare som skötte samhällsviktiga yrken. Till en början omfattades inte de svenska typograferna av strejken eftersom de inte var medlemmar i LO. Storstrejken fick kritik av den borgerliga pressen och detta ledda till påtryckningar från de övriga arbetsgrupperna, som ville att Svenska typografförbundet skulle vara med i strejken. Detta ledde till att förbundets ledning den 7 augusti beslutade att förbundet skulle delta i strejken och den 9 augusti påbörjades deras delaktighet i strejken. Ett hinder för framgången i storstrejken blev strejkbrytarna, och de som deltog i strejken riktade skarp kritik mot dessa. Eftersom förbundets avtal med boktryckare bröts i samband med strejken, valde det Svenska typografförbundet att skicka sina tillgångar till Danska typografförbundet. Detta upprörde boktryckarna och flera Stockholmstidningar krävde skadestånd men eftersom tillgångarna redan hade skickats innebar det att stadsfodgen och hans biträdande fann mindre pengar än förväntat. Detta gjorde arbetsgivarna upprörda och de påbörjade en rättegång mot Svenska typografförbundet som den sistnämnda förlorade. Bortsett från förlusten i rättegången kan det tolkas som att storstrejken ledde till ökad respekt för svenska fackföreningar hos arbetsgivare samt hos internationella arbetarrörelsen.

### Förbundets deltagande i strejken 1919
Strax före första världskriget införde Svenska typografförbundet ett kollektivavtal på fem år. Detta orsakade att de hade svårt att få kompensation för de stora prishöjningarna som rådde på grund av kriget. Detta drabbade Svenska typografförbundets verksamhet och ekonomi. Flera medlemmar var under denna tid missnöjda med förbundet varav en del av missnöjet var riktat mot unionsledarna. Missnöjet med unionsledarna ledde till att ledningen byttes ut år 1919. Den nya ledningen ställde högre krav på kollektivavtalen vilket till slut utlöste en strejk samma år. Strejken pågick i åtta veckor och berörde både bok- och tidningstryckare. Utgången av strejken blev inte som medlemmarna hade hoppats. Missnöjet uttrycktes i en kongress år 1921 men ledde inte till att den nya ledningen byttes ut.

### Fredsavtalet
Svenska typografförbundet riktade stark kritik mot Saltsjöbadsavtalet som tecknades 1938 mellan Landsorganisationen och Svenska arbetsgivareförening. I samband med Saltsjöbadsavtalet, ingicks ett separat avtal mellan Svenska typografförbundet och Tidningarnas arbetsgivareförening. Detta separata avtal kom att kallas fredsavtalet. Avtalsförhandlingarna ledde till en uppgörelse för perioden mellan 1 december 1937 och 30 juni 1946. Under denna period förbjöds olika strejker, lock-outs, bojkotter och blockader. Fredsavtalet fick positiva konsekvenser för typograferna eftersom de fick ytterligare en veckas semester samt en temporär löneförhöjning. Fredsavtalet förlängdes sedan och under det förlängda avtalet förbättrades arbetsvillkoren ytterligare, exempelvis förbättringar i semesterbestämmelserna och pensionen.

### Ackordlöneformen
Under efterkrigstiden ökade den allmänna efterfrågan på produkter och detta ledde till att ackordlöneformen blev vanligare. Löneformen hade börjat etablera sig hos typograferna redan innan efterkrigstiden men den möttes då av motreaktioner från exempelvis förbundsledarna. Under 1950-talet började motståndet mot löneformen successivt avta i samband med att lönerna ökade. År 1954 kunde det dock konstateras att 80% av medlemmarna var emot ackordlöneformen men 1956 röstade kongressen ändå fram att arbetare får ha ackordlön om förbundsledarna accepterade det. År 1964 kunde det konstateras att ungefär hälften av medlemmarna i förbundet var positiva till ackordlöneformen.

## Samarbeten och relationer

### Samarbete med Sveriges Litografiska förbund och Svenska bokbindareförbundet
År 1888 påbörjades ett samarbete mellan Sveriges litografiska förbund och Svenska Typografförbundet. Samarbetet kom sedermera att även inkludera Svenska bokbindareförbundet. Den viktigaste anledningen till denna sammanslutning var att dessa nära besläktade yrken delar samma arbetsgivare på flera företag och organisationer. Fram tills 1920 var samarbetet mellan organisationerna ytterst begränsat. 1920 togs samarbetet fart igen och de tre förbunden införde en samarbetskommitté på initiativ av Svenska typografförbundet. Detta samarbete ledde till bildandet av en förhandlingsorganisation med namnet Grafiska Industrikartellen som började sin verksamhet 1925. Kartellen verkade bland annat för att förbunden skulle stödja varandra vid konflikt samt att arbetarna skulle ha kontroll och inflytande på arbetsplatserna. Samma år utvecklades även ortskarteller på flera orter i Sverige. Konkret har Grafiska industrikartellen bland annat behandlat olika konflikter och kriser. Från mitten av 1930-talet började de tre förbunden gemensamt förhandla med arbetsgivarorganisationer om nationella kollektivavtal. En förmodan om en fusion mellan dessa förbund fanns med i organisationsplanen som blev accepterad år 1912 av LO och denna förmodan blev realitet 1973.

### Internationellt Samarbete
Ett internationellt samarbete mellan svenska typografer och internationella typografförbund påbörjades ett par år innan Svenska typografförbundet bildades. Samarbetet gällde frågan om reshjälp och år 1888 tog Svenska typografförbundet över denna fråga. Detta samarbete avbröts i samband med en konflikt med danska och norska typograforganisationer. År 1889 bildades den internationella typograforganisationen Internationella typografsekretariatet och de tog ställning till konflikten där de tog Norge och Danmarks parti. Detta ledde till att det dröjde till 1898 innan Svenska typografförbundet anslöt sig till Internationella typografsekretariatet. År 1949 ersattes Internationella typografsekretariatet av Internationella Grafiska Federationen (IGF) och fram till förbundens upplösningar var Svenska typograf, -litograf- och bokbindarförbunden anslutna till organisationen. Konflikten med norska och danska typograforganisationerna löstes sedermera och under storstrejken år 1919 fick det svenska förbundet ekonomiskt stöd av dessa. De fick även stöd från typograforganisationer i Frankrike, Belgien och Luxemburg. Danska och norska förbund valde även att ge ekonomiskt stöd till Svenska typografförbundet under en konflikt 1938.
Svenska typografförbundet har även gett stöd till internationella typograforganisationer. Exempelvis gav de ekonomiskt stöd till förbund i Norge, Danmark och Finland. Dessa länders organisationer och Svenska typografförbundet bildade den 1 januari 1962 en nordisk typografunion. Syftet med unionens bildande var att ge varandra ekonomiskt stöd vid konflikter. Detta stöd byggde på en fond på fem miljoner kronor. Fram till 1933 gällde Svenska förbundets reshjälp till tyskar, norrmän och danskar men år 1933 kom den internationella typografkongressen till insikt att reshjälp till utlänningar inte skulle behöva betalas.

### Svenska Typografföbundets relation till Landsorganisationen
Vid Lo:s bildande 1898 lyftes frågan om Svenska typografförbundet skulle ansluta sig till organisationen men förslaget avslogs då. Anledningen till att de inte blev medlemmar från start var delvis på grund av den starka kopplingen mellan LO och partiet Socialdemokraterna. När sedan denna koppling försvagades efter några år, valde det Svenska typografförbundet ändå att inte gå med i LO, då förbundet ansåg sig då vara mer effektiva och stabila utanför LO. 1920 gick slutligen förbundet med i LO och såg detta samarbete som gynnsamt under de rådande förutsättningarna.
Förbundets relation med LO har generellt sett ansetts god sedan dess anslutning 1920. Det har däremot uppkommit kontroverser som främst var orsakad av LO:s ökade inflytande över förbundet samt förbundets negativa inställning till LO:s förhandlingar med SAF som drabbade typografer negativt.

### Svenska typografförbundets relation till Socialdemokratiska partiet
De svenska fackförbunden har haft ett nära samarbete med Socialdemokraterna. Samarbetet har gått ut på att Socialdemokraterna har hjälpt till att förbättra arbetsförhållandena och som kompensation har fackförbunden gett ekonomiskt stöd till Socialdemokraterna. Typografiska föreningen i Stockholm var först att ansluta sig till Socialdemokraterna, vilket skedde 1930. Nästa avdelning att ansluta sig var Göteborgs typografiska förening som anslöt sig senare samma år. Under en sammankomst 1930 i beslöt sig förbundet att betala medlemskap i Socialdemokraterna för alla avdelningar som blev medlemmar i partiet. Detta ledde till att flera avdelningar anslöt sig till partiet och vid årsskiftet 1957 och 1958 hade 88% av det Svenska typografförbundet anslutit sig. Inställningen till partiet hos medlemmarna ansågs vara positivt. I en fältstudie kunde det konstateras att 84% av de som blev intervjuade ansåg att Socialdemokraterna var det bästa partiet.

## Det svenska typografförbundets upplösning
1973 upplöstes det Svenska typografförbundet och sammanslöt sig i Grafisk Revy tillsammans med Svenska litografförbundet och Svenska bokbindareförbundet. Anledningen till upplösningen och denna sammanslutning berodde främst på att den tekniska utvecklingen gjorde att de båda yrkena förändrades och blev mer lika varandra.